# Гребенюк, Валерий Николаевич
Валерий Николаевич Гребенюк (укр. Валерій Миколайович Гребенюк; род. 12 июня 1967, Кременная, Луганская область), украинский дипломат. Чрезвычайный и Полномочный Посол Украины в Южной Африке (ЮАР, Намибия, Замбия, Зимбабве). Дипломатический советник Службы безопасности Украины.

## Биография
Валерий Гребенюк родился в городе Кременная на Луганщине. В 1993 году окончил с отличием Национальную юридическую академию Ярослава Мудрого, г. Харьков. В 1994 году — Институт Европейского права, Флоренция, Италия. В 1997 — Доктор международного права, Институт государства и права Академии наук Украины.
- С 1993 по 1994 год — аспирант Национальной юридической академии им. Я. Мудрого, г. Харьков.
- С 1994 по 1996 год — атташе, третий, второй секретарь Договорно-правового управления МИД Украины.
- С 1996 по 1998 год — главный консультант Главного управления внешней политики Администрации Президента Украины.
- С 1998 по 2001 год — Генеральный консул, Заведующий Консульским отделом Посольства Украины в США.
- С 2001 по 2002 год — заместитель руководителя Главного управления внешней политики Администрации Президента Украины.
- С 2002 по 2003 год — начальник Консульско-правового управления МИД Украины.
- С 2003 по 2005 год — Генеральный консул Украины в Сан-Франциско, США.
- С 2005 по 2006 год — руководитель Главной службы внешней политики Секретариата Президента Украины, Советник Президента Украины по вопросам внешней политики. С 2006 по 2008 год — первый заместитель Руководителя Главной службы внешней политики Секретариата Президента Украины.
- В 1996—2008 годах был представителем Украины в юридических комитетах Совета Европы, членом делегаций Украины на переговорах по заключению международных договоров. Член Украинско-американской межгосударственной комиссии.
- С 17 марта 2008 по 19 марта 2014 года — Чрезвычайный и Полномочный Посол Украины в Южно-Африканской Республике[2][3].
- С 27 августа 2009 по 19 марта 2014 года — Чрезвычайный и Полномочный Посол Украины в Намибии по совместительству[4][3].
- С 20 апреля 2010 по 19 марта 2014 года — Чрезвычайный и Полномочный Посол Украины в Замбии по совместительству[5][3].
- С 8 апреля 2011 по 19 марта 2014 года — Чрезвычайный и Полномочный Посол Украины в Зимбабве по совместительству[6][3].

Имеет Первый ранг государственного служащего (2008), дипломатический ранг Чрезвычайного и Полномочного Посланника первого класса (2007).